# モンソロー城
モンソロー城（モンソローじょう、フランス語、Château de Montsoreau）は、フランスのロワール渓谷、メーヌ＝エ＝ロワール県に建てられた城である。1450年から1453年にかけて建設された、ごく初期のフランス・ルネサンス様式の城の1つとされる。なお、モンソロー城はロワール川の河床に建てられた唯一の城である。2016年以来、モンソロー城は現代美術館を主催している。
また、世界遺産「シュリー＝シュル＝ロワールとシャロンヌ間のロワール渓谷」に含まれている。

## ギャラリー

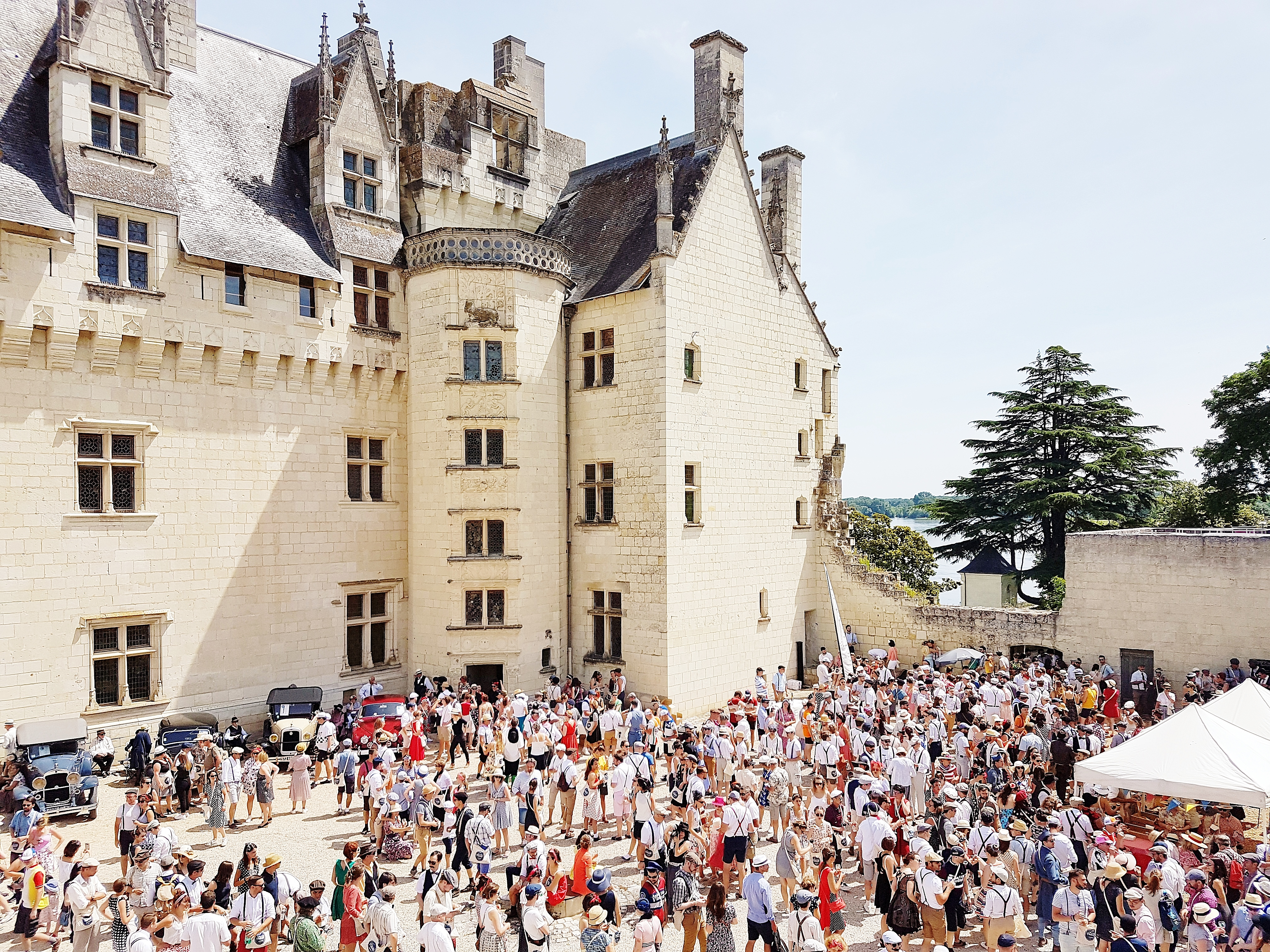
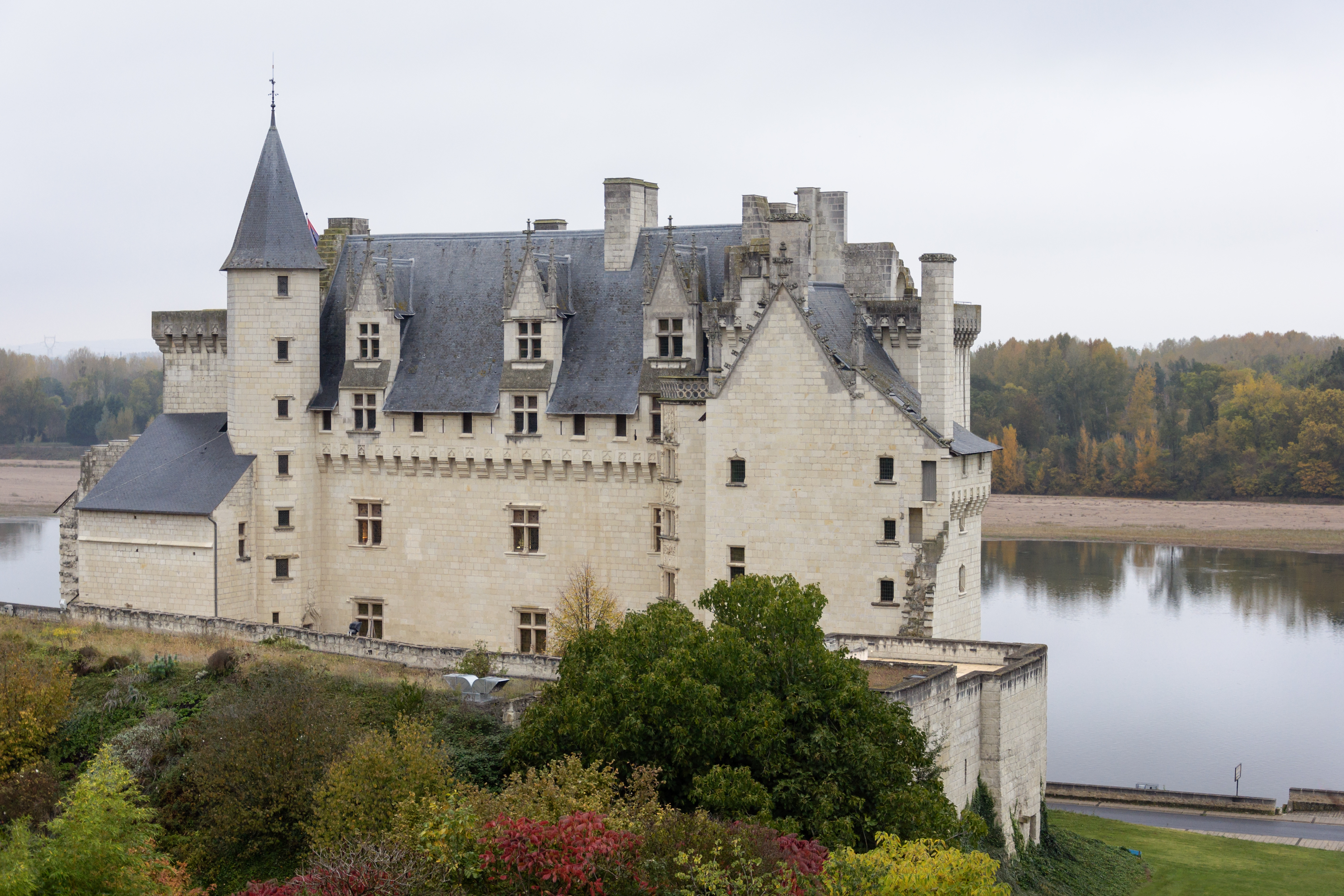
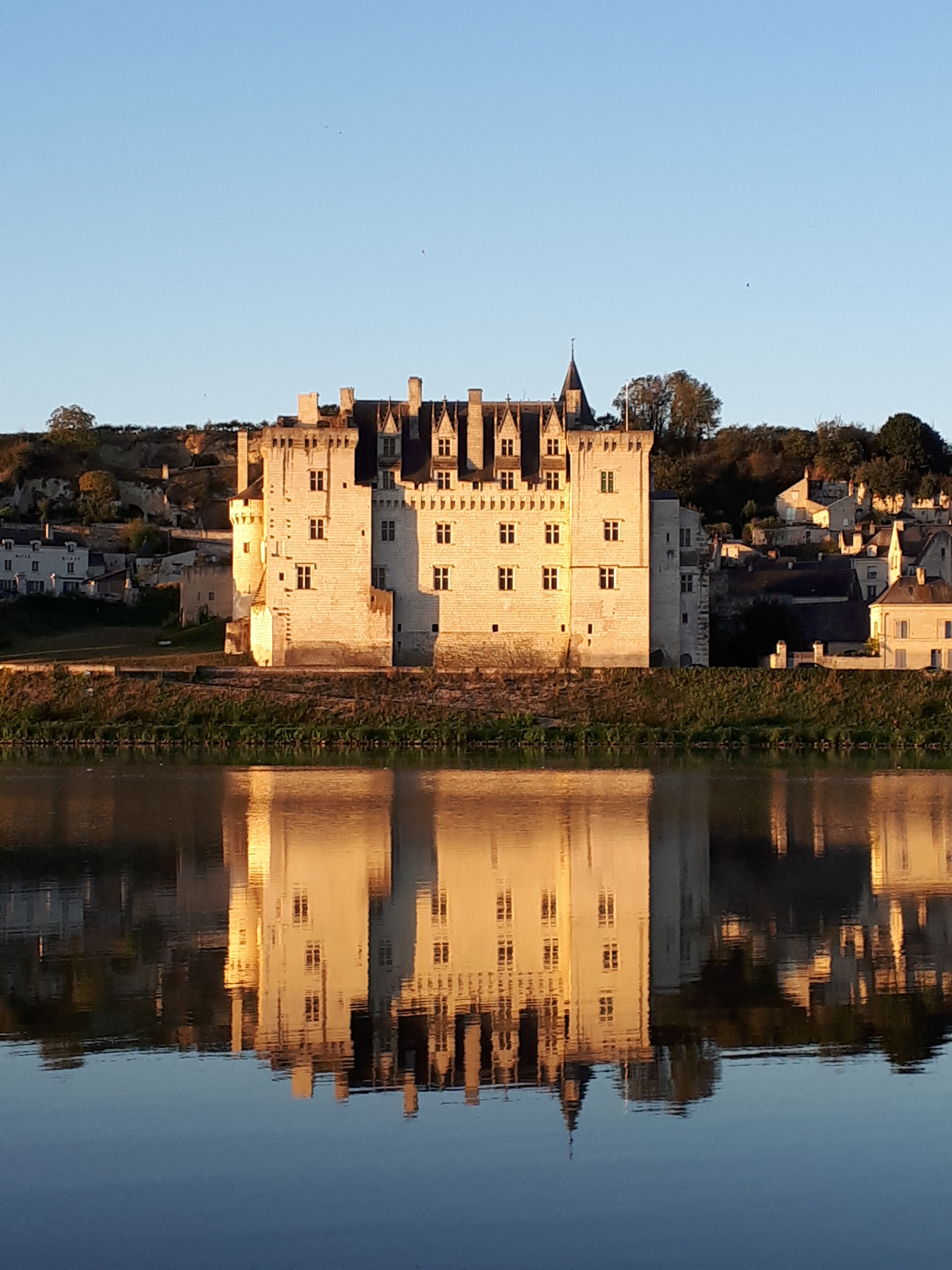
現代美術館 (モンソロー城)
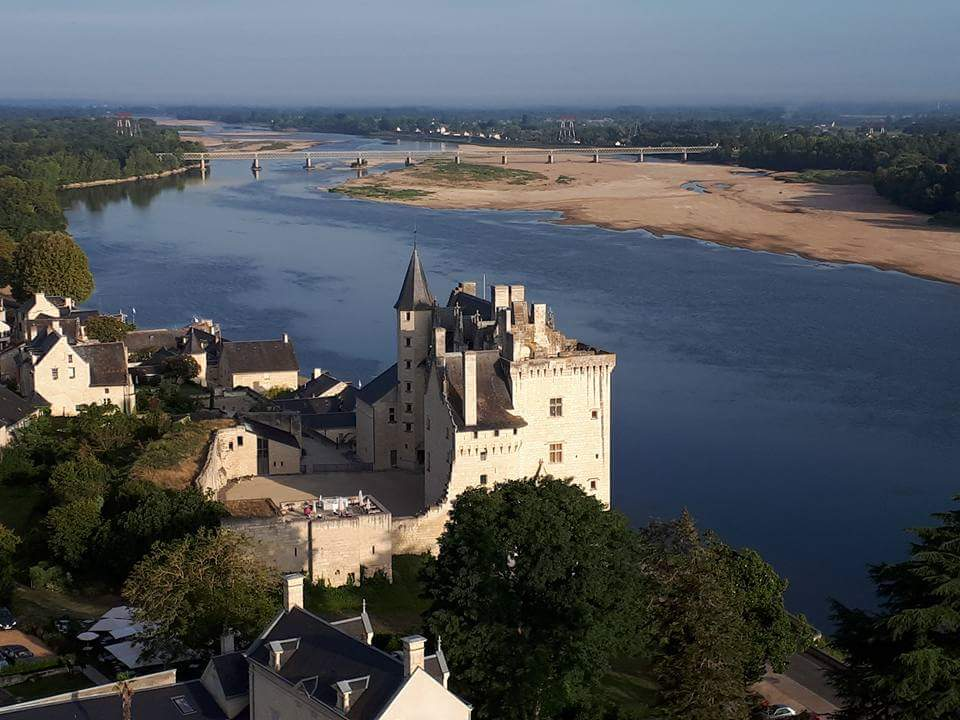
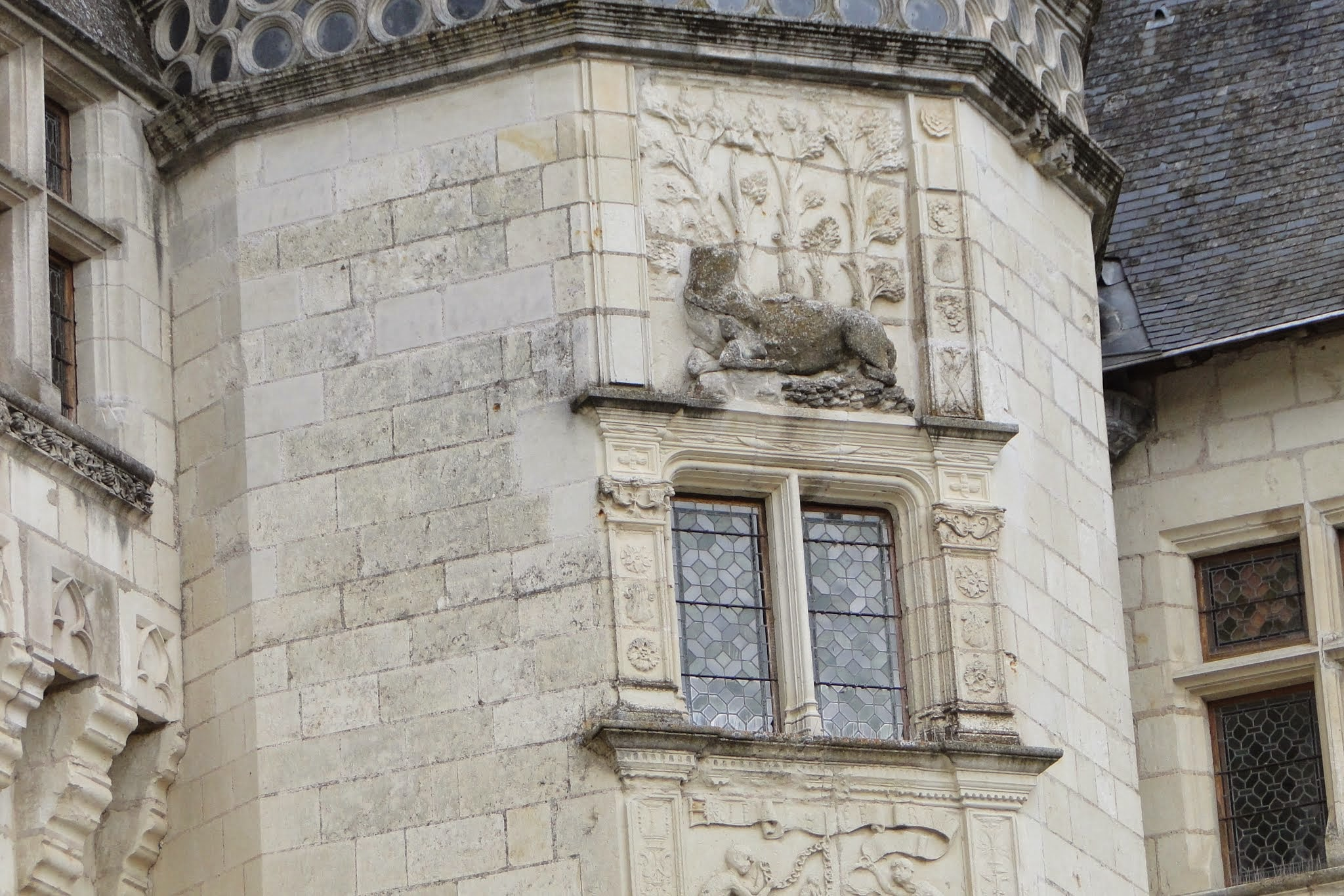
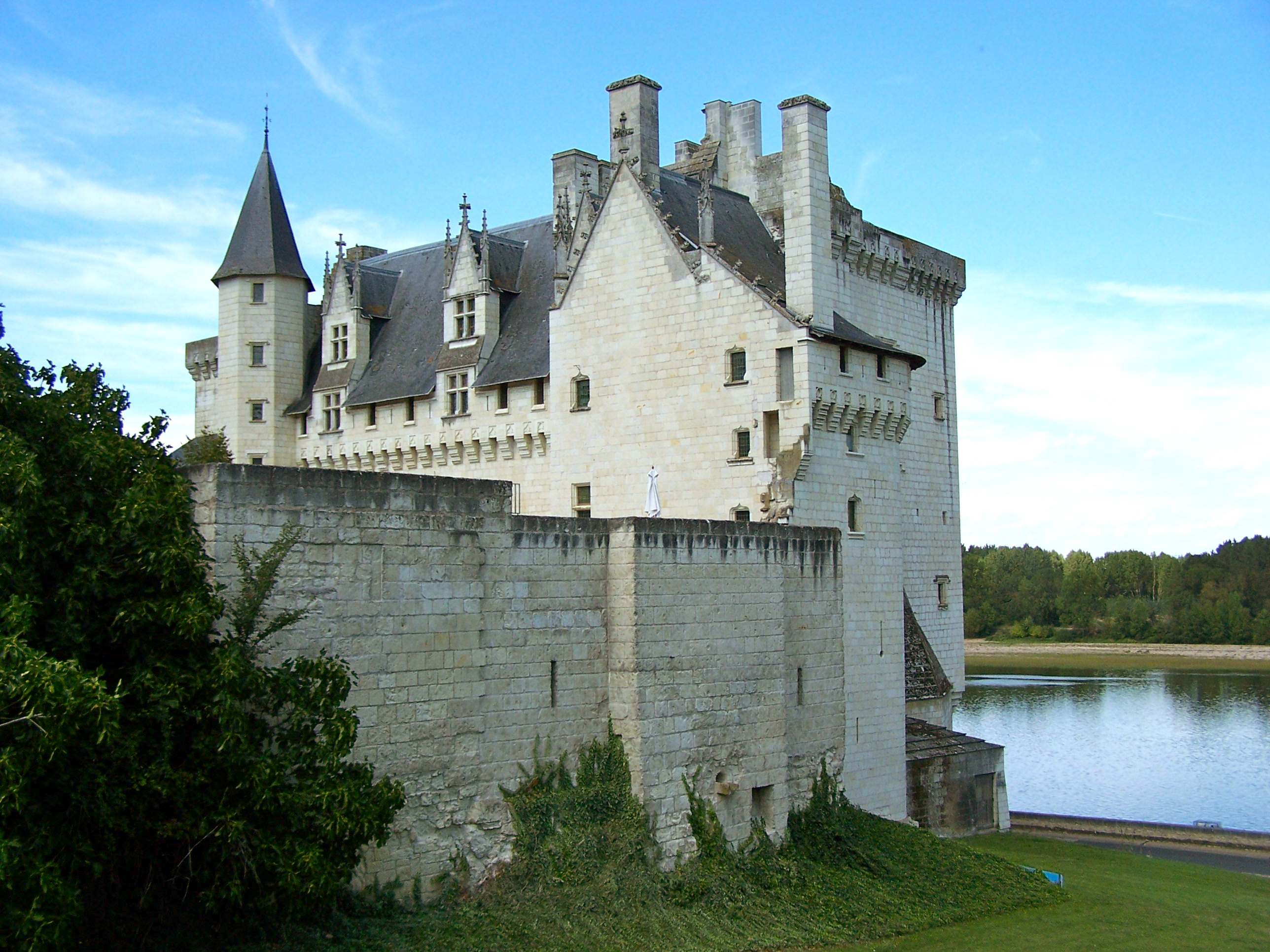
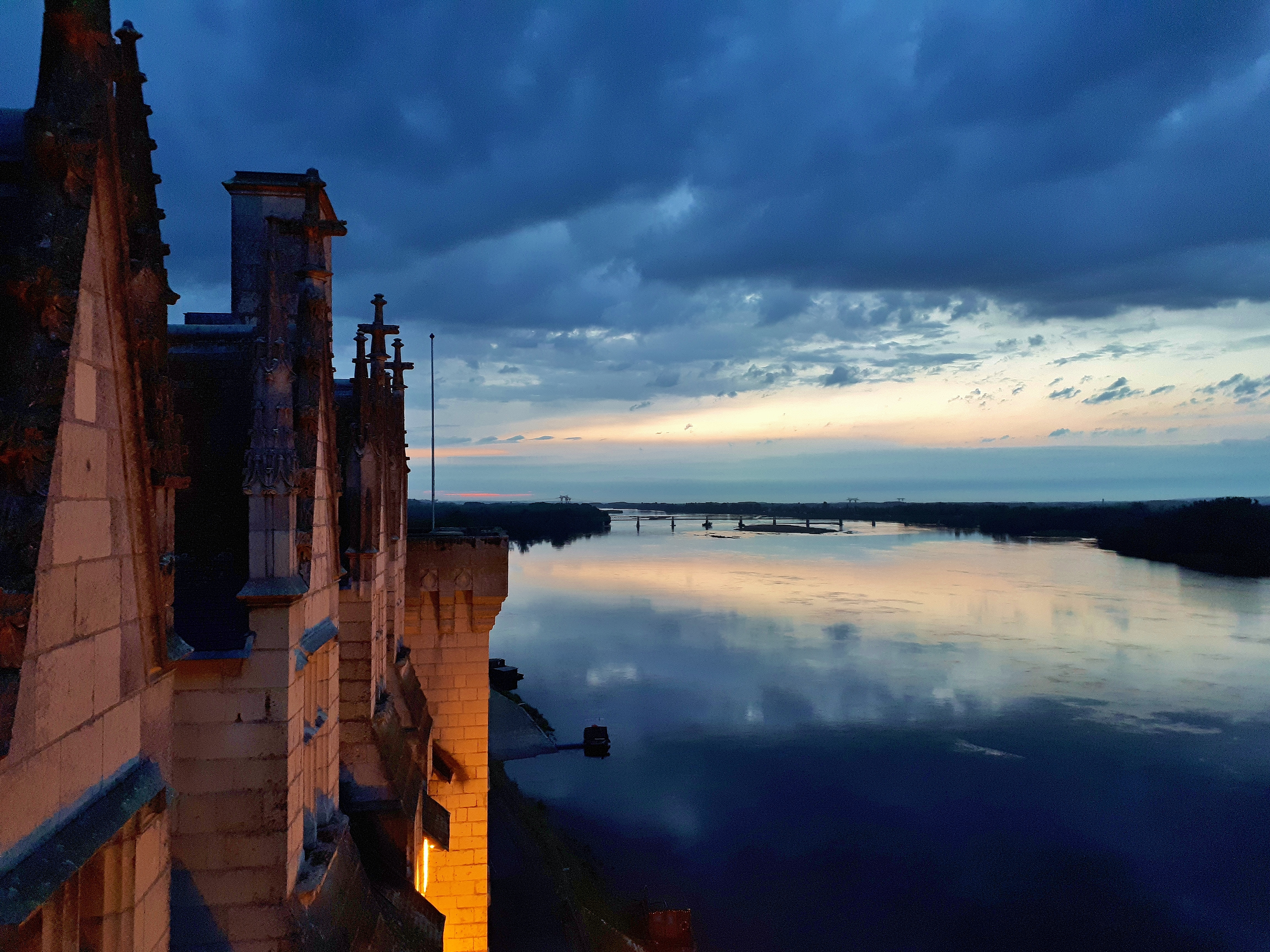
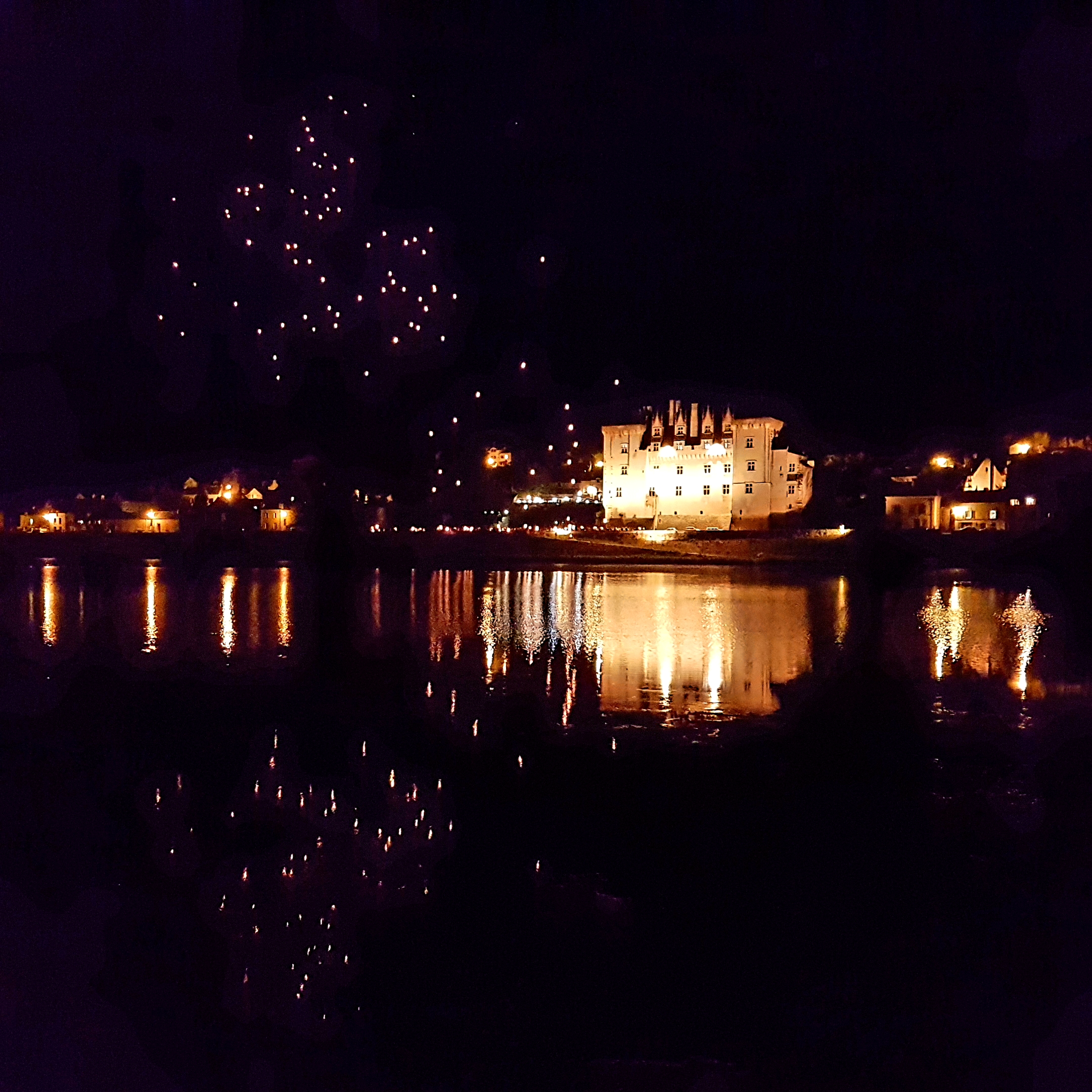